# Кармело Гомес
Кармело Го́мес (ісп. Carmelo Gómez, нар. 2 січня 1962, Саагун) — відомий іспанський актор. Двічі лауреат премії «Гойя» 1995 року за найкращу чоловічу роль в фільмі «Лічені дні», та 2006 року за роль другого плану у фільмі «Метод».

## Біографія
Народився в муніципалітеті Саагун, провінція Леон. В молодості працював разом з батьком-фермером. Коли назбирав достатньо грошей вирішив стати незалежним. Поїхав в Саламанку, де впродовж трьох років працював у театрі.

Кармело Гомес (Анхель) та Сілке (Марі) в фільмі «Земля»

Пізніше Кармело відправився в Мадрид, де вступив в школу драматичного мистецтва. Незабаром після цього був прийнятий до національного класичного театру, де заробив великий авторитет як актор. Реалізовує себе знімаючись в невеликих ролях у комерційно успішних фільмах «Поїздка в нікуди» режисера Фернандо Фернана Гомеса та «Спуститися за покупками» режисера Фернандо Коломо.
У 1992 році почалася співпраця з молодим іспанським режисером Хуліо Медемом, результатом якої стала робота в його перших трьох фільмах: «Корови» (1992), «Руда білка» (1993) та «Земля» (1996).
В 1994 році ознаменувалися двома важливими подіями для Карлоса, в нього народилася донька Лаура, та зйомками в фільмі «Лічені дні», за роль в якому його нагородили премією «Гойя», та багатьма іншими відзнаками.
У 1996 році Кармело знявся в двох картинах режисера Пілар Міро «Твоє ім'я отруює мої мрії» та «Собака на сіні», де стикнувся з труднощами декламування віршів. В обох фільмах його партнеркою була Емма Суарес. За роль Теодоро в фільмі «Собака на сіні» був номінований на премію «Гойя», та, однак, не отримав її, на відміну від своєї партнерки.
В 1997 році знявся в фільмі «Секрети серця» режисера Мончо Армендаріса, який був номінований на премію Оскар за найкращий неангломовний фільм.
За роль воротаря мадридського «Реала» в фільмі «Воротар» отримує третю номінацію на премію «Гойя».
З 2001 по 2004 рік, брав участь в декількох фільмах, у тому числі «Мандрівка Керол», де зіграв дядька головної героїні 12 річної іспано-американської дівчинки, яка разом з матір'ю приїжджає в Іспанію весною 1938 року в період Громадянської війни.
Вдруге премію «Гойя» Кармело отримав за невелику роль в фільмі режисера Марсело Пін'єйро «Метод» в 2006 році.

## Основна фільмографія
- 1986 — Подорож в нікуди (El viaje a ninguna parte), реж. Фернандо Фернан Гомес
- 1989 — Спуститися за покупками (Bajarse al moro), реж. Фернандо Коломо
- 1992 — Корови (Vacas), реж. Хуліо Медем
- 1992 — Після сну (Después del sueño), реж. Маріо Камус
- 1993 — Руда білка (La ardilla roja), реж. Хуліо Медем
- 1994 — Колискова (Canción de cuna), реж. Хосе Луїс Гарсі
- 1994 — Детектив і смерть (El detective y la muerte), реж. Гонсало Гонсалес
- 1994 — Лічені дні (Días contados), реж. Іманоль Урібе
- 1995 — Серед рудих (Entre rojas), реж. Асусена Родрігес
- 1996 — Земля (Tierra), реж. Хуліо Медем
- 1996 — Твоє ім'я отруює мої мрії (Tu nombre envenena mis sueños), реж. Пілар Міро
- 1996 — Собака на сіні (El perro del hortelano), реж. Пілар Міро
- 1997 — Територія команчі (Territorio Comanche), реж. Жерардо Херреро
- 1997 — Секрети серця (Secretos del corazón), реж. Мончо Армендаріс
- 1999 — Поміж ніг (Entre las piernas), реж. Мануель Гомес Перейра
- 2000 — Воротар (El portero), реж. Гонсало Суарес
- 2000 — Світське життя (La gran vida), реж. Антоніо Куадрі
- 2002 — Пляж Хорти (La playa de los galgos), реж. Маріо Камус
- 2002 — Мандрівка Керол (El viaje de Carol), реж. Іманоль Урібе
- 2002 — За нами спостерігають (Nos miran), реж. Норберто Лопез Амаду
- 2004 — Є привід! (¡Hay motivo!), реж. Альваро дель Амо та інші
- 2004 — Кришталеві очі (Occhi di cristallo), реж. Ерос Пульєллі
- 2005 — Метод (El método), реж. Марсело Пін'єйро
- 2006 — Ніч соняшників (La noche de los girasoles), реж. Хорхе Санчес-Кабесудо
- 2007 — Гол 2: Життя як мрія (Goal II: Living the Dream), реж. Жауме Серра
- 2007 — Таємний меридіан (La carta esférica), реж. Іманоль Урібе
- 2007 — Експрес на Ов'єдо (Oviedo Express), реж. Гонсало Суарес
- 2008 — Неважливі речі (Cosas insignificantes), реж. Андреа Мартінез
- 2008 — В домі мого батька (La casa de mi padre), реж. Горка Мерчан
- 2009 — Кишківник (Agallas), реж. Андрес Луке
- 2010 — Базтан (Baztan), реж. Іньякі Елізальде